# حوزه انتخابیه بیست‌وهشتم تگزاس
حوزه انتخابیه بیست‌وهشتم تگزاس یک حوزه انتخابیه مجلس نمایندگان آمریکا است که در ایالت تگزاس قرار دارد.